# Orientalist
Ein Orientalist ist ein Wissenschaftler auf dem Gebiet der Orientalistik. Orientalisten befassen sich je nach ihrer Ausrichtung mit vergangenen oder gegenwärtigen Sprach- und Kulturräumen des vorderen Orients.

## Tätigkeit
Die wissenschaftliche Tätigkeit kann sich dabei auf zeitgeschichtliche Entwicklungen oder auf archäologisch bedeutsame Zeiträume erstrecken, auch als Vorderasiatische Archäologie bezeichnet. Orientalisten können mit ihrer Sprachkompetenz politische, kulturelle und wirtschaftliche Gegebenheiten eines Raumes vermitteln und zum Verständnis der Entwicklungen beitragen.
Orientalisten arbeiten neben dem klassischen universitären Umfeld in Wirtschaftsunternehmen, die Beziehungen in den Orient unterhalten, oder bei anderen Organisationen.

## Ausbildung
Die Orientalistik ist ein Hochschulstudiengang und wird an Universitäten angeboten. Typischerweise führen die Studiengänge zum Abschluss des Magisters, einzelne Hochschulen bieten aber auch Diplom-Studiengänge an. Die Regelstudienzeit betrug bisher sowohl für Magister als auch für das Diplom 9 Semester. Die durchschnittliche tatsächliche Studiendauer lag aber eher bei 12,5 Semester.
Im Rahmen des Bologna-Prozesses werden jetzt auch dreijährige Bachelor-Studiengänge im Bereich der Orientalistik angeboten, die im Rahmen von zweijährigen Master-Studiengängen vertieft werden können.

## Spezialfächer
Meist spezialisieren sich Orientalisten bereits während des Studiums, was sich aufgrund der notwendigen Sprachkenntnisse für einzelne Bereiche des Vorderen Orients ergibt. Beispiele sind:
- Ägyptologie
- Äthiopistik
- Altorientalistik
- Arabistik
- Iranistik
- Islamwissenschaft
- Jüdische Studien
- Koptologie
- Osmanistik
- Semitistik
- Turkologie

Traditionell werden der Orientalistik oft auch Südasienwissenschaften (zum Beispiel Indologie) und Ostasienwissenschaften (Sinologie, Japanologie) zugeordnet.

## Liste von Orientalisten

### A
- Wilhelm Ahlwardt (1828–1909)
- Friedrich Carl Andreas (1846–1930)
- Julius Aßfalg (1919–2001)

### B
- Franz Babinger (1891–1967)
- Lionel Barnett (1871–1960)
- Anton Baumstark junior (1872–1948)
- Carl Heinrich Becker (1876–1933)
- Alfred Felix Landon Beeston (1911–1995)
- Theodor Benfey (1809–1881)
- Max van Berchem (1863–1921)
- Gotthelf Bergsträßer (1886–1933)
- Carl Bezold (1859–1922)
- Joshua Blau (1919–2020)
- Otto Blau (1828–1879)
- Hartmut Bobzin (* 1946)
- Carl Brockelmann (1868–1956)
- Richard Francis Burton (1821–1890)

### C
- Joseph Dacre Carlyle (1758–1804)
- Edmund Castle (1606–1685)
- Jean Jacques Antoine Caussin de Perceval (1759–1835)
- Thomas Chabert (1766–1841)
- Basil Hall Chamberlain (1850–1935)
- Louis Cheikhô (1859–1927)
- Robert Cesar Childers (1838–1876), Pali
- Daniel Chwolson (1819–1911)
- Henry Corbin (1903–1978), u. a. iranischer Sufismus

### D
- Hans Daiber (1942–2024)
- James Darmesteter (1849–1894)
- Theodor Dassov (1648–1721)
- Ernst Ludwig Dietrich (1897–1974)
- August Dillmann (1823–1894)

### E
- Irene Eber (1929–2019)
- Thomas Erpenius (1584–1624)
- Heinrich Ewald (1803–1875)

### F
- August Fischer (1865–1949)
- Heinrich Leberecht Fleischer (1801–1888)
- Gustav Leberecht Flügel (1802–1870)
- Georg Wilhelm Freytag (1788–1861)

### G
- Antoine Galland (1646–1715)
- Wilhelm Geiger (1856–1943)
- Gyula Germanus (1884–1979)
- Lazarus Goldschmidt (1871–1950)
- Theodor Goldstücker (1821–1872), Prof. des Sanskrit an der Universität London
- Ignaz Goldziher (1850–1921)
- Georg Graf (1875–1955)
- George Abraham Grierson (1851–1941)
- Gustave E. von Grunebaum (1909–1972)
- Josef Gruntzel (1866–1934)
- Heinz Gstrein (1941–2023)
- Ignazio Guidi (1844–1935)

### H
- Nathaniel Brassey Halhed (1751–1830)
- Joseph von Hammer-Purgstall (1774–1856)
- Daniel Bonifaz von Haneberg (1816–1876)
- Richard Hartmann (1881–1965)
- Fritz Hommel (1854–1936)
- Bedřich Hrozný (1879–1952)
- Thomas Hyde (1636–1703)

### J
- Auguste de Jaba (1801–1894)
- Georg Jacob (1862–1937)
- Juda Jeitteles (1773–1838)
- William Jones (1746–1794)
- Ferdinand Justi (1837–1907)

### K
- Paul Kahle (1875–1964)
- Navid Kermani (* 1967)
- Wolfgang Kosack (* 1943)
- Theodor Kotschy (1813–1866)
- Cornelius C. Kubler (* 1951), Orientalist und Sinologe

### L
- Subhi Labib (1924–1987), ägyptisch-deutscher Historiker
- Edward William Lane (1801–1876)
- Gilbert Lazard (1920–2018)
- Samuel Lee (1783–1852)
- Mark Lidzbarski (1868–1928)
- Wilhelm Litten (1880–1932)
- Enno Littmann (1875–1958)
- Louis Loewe (1809–1888)
- Heinrich Lüders (1869–1943)
- Hiob Ludolf (1624–1704)

### M
- Josef Markwart (1864–1930)
- William Marsden (1754–1836)
- Louis Massignon (1883–1962)
- Josef Matuz (1925–1992)
- Max Meyerhof (1874–1945)
- Eugen Mittwoch (1876–1942)
- Miklós Murányi (1943–2025)

### N
- Basil Nikitin (1885–1960)
- Carlo Alfonso Nallino (1872–1938)
- Reynold Alleyne Nicholson (1868–1945)
- Theodor Nöldeke (1836–1930)
- Tilman Nagel (* 1942)

### O
- Andreas Oberleitner (1789–1832)
- Georg Otho (Deutscher, 1635–1713)
- Georg Wilhelm Overkamp (Deutscher, 1707–1790)

### P
- Rudi Paret (1901–1983)
- Franz Praetorius (1847–1927)
- Eugen Prym (1843–1913)
- Gerd-Rüdiger Puin (* 1940)

### R
- Bernd Radtke (1944–2025)
- Hermann Reckendorf (1863–1924)
- Oskar Rescher (1883–1972)
- Hellmut Ritter (1892–1971)
- Maxime Rodinson (1915–2004)
- Hans Robert Roemer (1915–1997)
- Franz Rosenthal (1914–2003)
- Friedrich Rückert (1788–1866)
- Ernest Renan (1823–1892)

### S
- Eduard Sachau (1845–1930)
- Silvestre de Sacy (1758–1838)
- Hans Heinrich Schaeder (1896–1957), deutscher Orientalist, Ägyptologe, Religionshistoriker
- Wilhelm Schott (1802–1889), ostasiatische Sprachen
- Joseph Schacht (1902–1969)
- Annemarie Schimmel (1922–2003)
- August Schleicher (1821–1868), deutscher Sprachwissenschaftler
- Johann Wilhelm Schröder (1726–1793)
- Nikolaus Wilhelm Schröder (1721–1798)
- Frithjof Schuon (1907–1998)
- Friedrich Schwally (1863–1919)
- Ulrich Jasper Seetzen (1767–1811)
- Rudolf Sellheim (1928–2013)
- Fuat Sezgin (1924–2018)
- Christiaan Snouck Hurgronje (1857–1936)
- Otto Spies (1901–1981)
- Anton Spitaler (1910–2003)
- Aloys Sprenger (1813–1893)
- Bertold Spuler (1911–1990)
- Moritz Steinschneider (1816–1907), österreichischer Bibliograph
- Rudolf Strothmann (1877–1960)

### T
- Johann Christian Friedrich Tuch (1806–1867)

### U
- Manfred Ullmann (* 1931)

### V
- Hermann Vámbéry (1832–1913)

### W
- Ewald Wagner (Deutscher, * 1927)
- Adolf Wahrmund (1827–1913)
- E. A. Wallis Budge (Brite, 1857–1934)
- Hans Wehr (1909–1981)
- Max Weisweiler (1902–1968)
- Julius Wellhausen (1844–1918)
- Johann Gottfried Wetzstein (1815–1905)
- Eilhard Wiedemann (1852–1928)
- Hans Alexander Winkler (1900–1945)
- Charles Wilkins (1749–1836)
- William Wright (1830–1889)
- Walther Wüst (1901–1993)
- Ferdinand Wüstenfeld (1808–1899)
- William Montgomery Watt (1909–2006)